# 60.ª Brigada Mixta (Ejército Popular de la República)
La 60.ª Brigada Mixta fue una unidad del Ejército Popular de la República creada durante la Guerra Civil Española.

## Historial
La unidad fue fundada en enero de 1937 en el Frente de Teruel, creada a partir de fuerzas de la Columna Rosal. Su primer comandante fue el mayor de milicias Dionisio Fernández López. A partir de junio quedó encuadrada en la 42.ª División. Su bautismo de fuego tuvo lugar durante la Batalla de Albarracín, el 5 de julio. El día 7 la 60.ª BM logró entrar en la localidad, pero los defensores se habían reagrupado en el edificio de la Catedral, y a la brigada republicana le fue imposible desalojarlos. El día 14 se vio obligada a retirarse precipitadamente de Albarracín tras la llegada de refuerzos enemigos, pero la 60.ª BM fue relevada de las operaciones debido a sus fuertes bajas. En diciembre de 1937 la unidad se encontraba asignada a la reserva estratégica del Ejército republicano.
Durante la ofensiva franquista de Aragón la brigada sostuvo sus principales combates en el sector de Lérida, participando en la defensa de la ciudad. Para entonces estaba adscrita a la 46.ª División de "El Campesino". El 31 de marzo cubría las afueras de la ciudad, desde el Camí de Malgovern hasta Les Colladres, pero al día siguiente perdió esta posición. Tras la caída de Lérida, la brigada quedó establecida en el sector de la cabeza de puente de Balaguer.
El 27 de mayo abandonó el sector de Balaguer y quedó adscrita a la 3.ª División del XV Cuerpo de Ejército, en preparación para su participación en la ofensiva del Ebro. El 26 de julio cruzó el río como parte del segundo escalafón de ataque; el punto de cruce estuvo a 3 km al sur de Flix, cooperando junto a otras fuerzas en la captura de esta localidad. Después continuó su avance hacia la Sierra de la Fatarella y estableció sus posiciones frente a Villalba de los Arcos, punto fuerte de las fuerzas franquistas en el Ebro. Fue ahí donde se detuvo su avance. El 22 de agosto tuvo que acudir al sur del Vértice Gaeta para taponar una brecha abierta en la línea defensiva republicana, cosa que logró a cuesta de sufrir muchas bajas. Una semana más tarde se encontraba en el valle de Corbera, pero su situación era tan comprometida que tuvo que ser relevada por efectivos de la 45.ª División Internacional. El 20 de octubre fue retirada definitivamente de la cabeza de puente republicana para someterse a una profunda reorganización, quedando concentrada en la zona de Juncosa-Ulldemolins-Pobla de Ciérvoles.
Cuando a finales de diciembre comenzó la Ofensiva franquista de Cataluña, la 60.ª BM pasó a defender la La Granadella, sufriendo un gran número de bajas entre muertos y heridos. El 12 de enero de 1939 la presión enemiga forzó su retirada hacia Alcover. Tres días más tarde la unidad intentó mantener la línea defensiva sobre el río Gayá, al norte de la provincia de Tarragona, pero fue en vano. El 24 de enero se encontraba situada en Esplugas de Llobregat, pero fue incapaz de mantener una línea defensiva ni de apoyar la defensa de Barcelona, ciudad de la que se retiró el día 26. Continuó su retirada a través de la línea costera, hasta que 4 de febrero la 60.ª BM se disolvió y sus últimos restos cruzaron la frontera francesa.

## Mandos
Comandantes
- Mayor de milicias Dionisio Fernández López;
- Mayor de milicias José García Acevedo;

Comisarios
- Sófocles Parra Salmerón;[4]
- Basilio Heredia Melendo;